# Saint-Pierre-d'Oléron
Saint-Pierre-d'Oléron je naselje in občina v zahodnem francoskem departmaju Charente-Maritime regije Poitou-Charentes. Leta 2012 je naselje imelo 6.573 prebivalcev.

## Geografija
Kraj se nahaja v osrednjem delu otoka Île d'Oléron v Biskajskem zalivu, nedaleč stran od zahodne obale celinske Francije in pristanišča La Rochelle.

## Uprava
Saint-Pierre-d'Oléron je sedež istoimenskega kantona, v katerega so poleg njegove vključene še občine Saint-Denis-d'Oléron, Saint-Georges-d'Oléron in La Brée-les-Bains z 12.171 prebivalci.
Kanton Saint-Pierre-d'Oléron je sestavni del okrožja Rochefort.

## Zanimivosti
- grad Château de Bonnemie iz 13. stoletja, prenovljen konec 18. stoletja, nekdanji sedež gospostva Bonnemie,
- svetilnik mrtvih Lanterne des morts - kamniti stolp z zvonikom v zgodovinskem središču kraja na trgu place Camille Mémain, iz 12. stoletja, od leta 1886 francoski zgodovinski spomenik,
- cerkev sv. Petra iz 12. stoletja.
- cerkev Notre-Dame-de-la-Mer iz 60-ih let 20. stoletja, zgrajena v modernističnem slogu.

## Pobratena mesta
- Cariñena (Aragonija, Španija),
- Pleszew (Velikopoljsko vojvodstvo, Poljska),
- Spangenberg (Hessen, Nemčija).